# Sjung om Guds rika kärlek
Sjung om Guds rika kärlek är en psalm med text och musik skriven 1918 av Elsa Eklund. Texten bearbetades 1986 av Gunnar Melkstam.

## Publicerad i
- Psalmer och Sånger 1987 som nr 654 under rubriken "Att leva av tro - Glädje - tacksamhet".[2]
- Segertoner 1988 som nr 434 under rubriken "Den kristna gemenskapen - Vittnesbörd - tjänst - mission".[1]